# Carl Köhn
Carl Köhn (* 8. März 1889 in Misdroy, Kreis Usedom-Wollin; † 26. August 1975 auf Helgoland) war ein niedersächsischer Politiker (GB/BHE) und Mitglied des Niedersächsischen Landtages.

## Leben
Köhn besuchte zunächst vier Jahre die Volksschule und wechselte im Anschluss an das Realgymnasium. Nach seinem Schulabschluss begann er seine Lehre und Ausbildung als Schiff- und Maschinenbautechniker. Im Ersten Weltkrieg war er zwischen 1914 und 1918 Kriegsteilnehmer. Während des Krieges erlitt er eine schwere Verwundung am rechten Unterarm und rechten Unterschenkel. Im Jahr 1919 wurde er als Schwerkriegsbeschädigter aus dem Militärdienst entlassen. Aufgrund der Kriegsbeschädigungen begann er eine Umschulung für das Hotel- und Gaststättengewerbe. Im Jahre 1923 übernahm er die Leitung großer Hotel- und Pensionsbetriebe an der Ostseeküste. 
Seit 1919 war Köhn gewerkschaftlich organisiert. Er war langjähriges Gemeinderatsmitglied und zog im Jahre 1936 nach Schlesien, Riesengebirge. Im Juni 1946 wurde er mit seiner Familie aus Polen ausgesiedelt. 
Köhn wurde in der zweiten Wahlperiode zum Mitglied des Niedersächsischen Landtages vom 6. Mai 1951 bis zum 5. Mai 1955 gewählt. Hier war er Mitglied der BHE-Fraktion, die sich ab dem 16. März 1953 GB/BHE-Fraktion nannte.